# Jesse Spring
Jesse Spring, ameriški profesionalni hokejist, * 18. januar 1901, Alba, Pensilvanija, ZDA, † 25. marec 1942. 
Igral je na položaju napadalca. V ligi NHL je igral 6 sezon, nastopal je za moštva Hamilton Tigers, Pittsburgh Pirates, Toronto St. Patricks in New York Americans.

## Kariera
Svojih prvih 6 sezon je Spring preživel pri različnih članskih amaterskih moštvih iz Toronta in okolice. Leta 1923 je nato podpisal pogodbo z moštvom Hamilton Tigers in debitiral v ligi NHL v sezoni 1923/24. V moštvu je ostal dve sezoni do igralske stavke, ki je privedla do selitve kluba v New York, kjer je klub pričel delovati pod novim imenom New York Americans. Za Americanse Spring ni zaigral v njihovi prvi sezoni, pač pa je kot posojen igralec nastopal za moštvo Pittsburgh Pirates. 
Po koncu sezone so ga v Pittsburghu menjali v moštvo Toronto St. Patricks. Sezono in pol je nato prebil v nižji Can-Pro ligi, kjer je zastopal barve moštva Niagara Falls Cataracts. Sezono 1928/29 je začel pri New York Americansih, sredi sezone zaigral za Can-Am ekipo New Haven Eagles, sezono pa je zaključil v dresu moštva Pittsburgh Pirates. Za Piratese je igral celotno sezono 1929/30 in leta 1930 dokončno prenehal z igranjem v ligi NHL. Sledili sta še dve leti igranja v ligi International Hockey League, zatem je eno leto igral še v amaterskih vrstah. Igralsko kariero je končal leta 1933 in odšel v trenerske vode v ligi Ontario Hockey Association. 

### Pregled kariere
Odebeljeno - reprezentančni nastopi, glej tudi Statistika pri hokeju na ledu.
| Moštvo                  | Liga    | Sezona |    | Redni del | Redni del | Redni del | Redni del | Redni del | Redni del |   | Končnica | Končnica | Končnica | Končnica | Končnica | Končnica |
| ----------------------- | ------- | ------ | -- | --------- | --------- | --------- | --------- | --------- | --------- | - | -------- | -------- | -------- | -------- | -------- | -------- |
| Moštvo                  | Liga    | Sezona | OT | G         | P         | T         | +/-       | KM        | OT        | G | P        | T        | +/-      | KM       |          |          |
| Toronto De La Salle     | OHA-Ml. | 17/18  |    |           |           |           |           |           |           |   |          |          |          |          |          |          |
| Parkdale Canoe Club     | OHA-Ml. | 18/19  |    |           |           |           |           |           |           |   |          |          |          |          |          |          |
| Toronto A.R. Clarke     | TMHL    | 19/20  |    |           |           |           |           |           |           |   |          |          |          |          |          |          |
| Timmins Open Pit Miners | GBHL    | 20/21  |    |           |           |           |           |           |           |   |          |          |          |          |          |          |
| Toronto A.R. Clarke     | TMHL    | 21/22  |    |           |           |           |           |           |           |   |          |          |          |          |          |          |
| Toronto A.R. Clarke     | TIHL    | 22/23  |    |           |           |           |           |           |           |   |          |          |          |          |          |          |
| Hamilton Tigers         | NHL     | 23/24  |    | 20        | 3         | 3         | 6         |           | 20        |   |          |          |          |          |          |          |
| Hamilton Tigers         | NHL     | 24/25  |    | 29        | 2         | 1         | 3         |           | 11        |   |          |          |          |          |          |          |
| Pittsburgh Pirates      | NHL     | 25/26  |    | 32        | 5         | 0         | 5         |           | 23        |   | 2        | 0        | 2        | 2        |          | 2        |
| Toronto St. Patricks    | NHL     | 26/27  |    | 2         | 0         | 0         | 0         |           | 0         |   |          |          |          |          |          |          |
| Niagara Falls Cataracts | Can-Pro | 26/27  |    | 10        | 0         | 0         | 0         |           | 14        |   |          |          |          |          |          |          |
| Niagara Falls Cataracts | Can-Pro | 27/28  |    | 39        | 1         | 3         | 4         |           | 57        |   |          |          |          |          |          |          |
| New York Americans      | NHL     | 28/29  |    | 23        | 0         | 0         | 0         |           | 0         |   |          |          |          |          |          |          |
| New Haven Eagles        | Can-Am  | 28/29  |    | 1         | 0         | 0         | 0         |           | 0         |   |          |          |          |          |          |          |
| Pittsburgh Pirates      | NHL     | 28/29  |    | 5         | 0         | 0         | 0         |           | 2         |   |          |          |          |          |          |          |
| Pittsburgh Pirates      | NHL     | 29/30  |    | 22        | 1         | 0         | 1         |           | 18        |   |          |          |          |          |          |          |
| Detroit Olympics        | IHL     | 30/31  |    | 28        | 2         | 3         | 5         |           | 22        |   |          |          |          |          |          |          |
| Cleveland Indians       | IHL     | 31/32  |    | 30        | 3         | 1         | 4         |           | 22        |   |          |          |          |          |          |          |
| Oshawa Blue Imps        | OHA-Sr. | 32/33  |    |           |           |           |           |           |           |   |          |          |          |          |          |          |
| Skupaj                  |         |        |    | 241       | 17        | 11        | 28        |           | 189       |   | 2        | 0        | 2        | 2        |          | 2        |